# Championnat d'Europe de Shogi

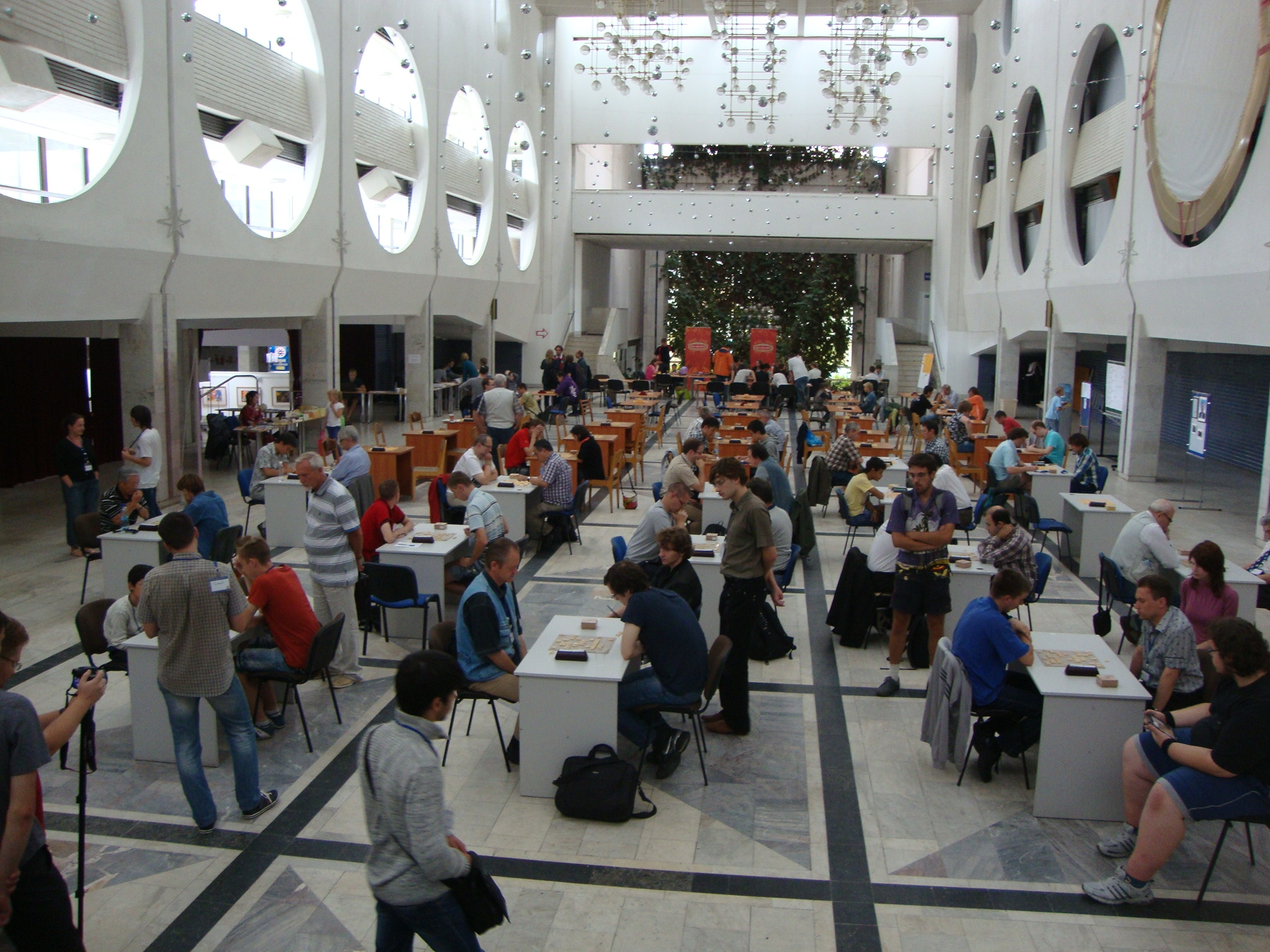
Le championnat d'Europe/monde de 2013 à Minsk

Le championnat d'Europe de shogi (European Shogi Championship, ESC) — est une manifestation sportive annuelle, organisée par la Fédération européenne des associations de shogi (FESA) depuis 1985.

## Le format de l'événement
De 1985 à 1991, les participants du championnat d'Europe de shogi sont divisés en 3 groupes (dan, haut kyu, bas kyu), de 1992 à 1998 — 2 groupes (dan et kyu), depuis 1999, la séparation par groupes a disparu. À l'intérieur de chacun des groupes le tournoi a lieu au système suisse.
Depuis 2000, le championnat d'Europe de shogi est intégré au sein du l'open mondial de shogi (World Open Shogi Championship, WOSC), en général le tournoi est appelé ESC/WOSC.  Depuis 2005, peuvent participer seulement les 32 joueur européens les plus forts sur la base de l'ELO FESA (tous les autres participants jouent dès le départ l'open mondial ).  
Le format de l'ESC est un tournoi à élimination directe à 5 tours. Les éliminés rejoignent ensuite l'open mondial organisé quant à lui au système suisse en 9 rondes.
Traditionnellement, ESC/WOSC est organisé au  milieu de l'été.

## Palmarès du Championnat d'Europe

### Tableau synthétique

#### Championnat d'Europe à élimination directe fermé
| Année | Ville         | Pays        | Nombre de joueurs | 1er                    | 2e                | 3e                    | 4e                  |
| ----- | ------------- | ----------- | ----------------- | ---------------------- | ----------------- | --------------------- | ------------------- |
| 2024  | Barcelone     | Allemagne   | 87                | Jean Fortin            | Frank Rövekamp    | Mandalas Stefanos     | Sergey Lysenka      |
| 2023  | Strasbourg    | Allemagne   | 136               | Starykevich Anton      | Leiter Thomas     | Shaporov Maxim        | Peter Shcheslionok  |
| 2022  | Ludwigshafen  | Allemagne   | 87                | Uladzislau Zakrzheuski | Jean Fortin       | Anton Starikevich     | Thomas Leiter       |
| 2021  | Minsk         | Biélorussie | 67                | Sergey Korchitsky      | Vincent Tanyan    | Anton Starikevich     | Denis Titov         |
| 2019  | Bratislava    | Slovaquie   | 109               | Vincent Tanyan         | Thomas Leiter     | Anton Starikevich     | Maxim Shaporov      |
| 2018  | Berlin        | Allemagne   | 128               | Thomas Leiter          | Jean Fortin       | Peter Shcheslionok    | Vincent Tanyan      |
| 2017  | Kiev          | Ukraine     | 66                | Vincent Tanyan         | Sergey Korchitsky | Thomas Leiter         | Marco Dietmayer     |
| 2016  | Amsterdam     | Pays-Bas    | 121               | Jean Fortin            | Vincent Tanyan    | Vladislav Zakrzhevsky | Sergey Krivoshey    |
| 2015  | Prague        | Tchéquie    | 119               | Jean Fortin            | Sergey Krivoshey  | Karl Wartlick         | Laszlo Abuczky      |
| 2014  | Budapest      | Hongrie     | 78                | Karolina Styczynska    | Marco Dietmayer   | Jean Fortin           | Simon Meuller       |
| 2013  | Minsk         | Biélorussie | 92                | Sergey Korchitsky      | Victor Zapara     | Artem Kolomiyets      | Jean Fortin         |
| 2012  | Cracovie      | Pologne     | 87                | Thomas Leiter          | Sergey Korchitsky | Laszlo Abuczky        | Michiel Boekschoten |
| 2011  | Ludwigshaffen | Allemagne   | 82                | Jean Fortin            | Boris Mirnik      | Thomas Leiter         | Marc Theeuwen       |
| 2010  | Debrecen      | Hongrie     | 39                | Jean Fortin            | Gergely Buglyo    | Thomas Leiter         | Aarend Van Oosten   |
| 2009  | Stockholm     | Suède       | 32                | Jean Fortin            | Karl Wartlick     | Christer Hartmann     | Bart de Schepper    |
| 2008  | Pardubice     | Tchéquie    | 39                | Artem Kolomiyets       | Karl Wartlick     | Marc Theeuwen         | Frédéric Pottier    |
| 2007  | Pardubice     | Tchéquie    | 35                | Victor Zapara          | Boris Mirnik      | Marc Theeuwen         | Franck Rövekamp     |
| 2006  | Colmar        | France      | 61                | Aarend Van Oosten      | Franck Rövekamp   | Jochen Dresschler     | Albrecht Heefer     |
| 2005  | Pardubice     | Tchéquie    | 64                | Artem Kolomiyets       | Aarend Van Oosten | Boris Mirnik          | Eric Cheymol        |

#### Championnat d'Europe à élimination directe ouvert aux résidents étrangers
| Année | Ville     | Pays        | Nombre de joueurs | 1er              | 2e             | 3e                | 4e                  |
| ----- | --------- | ----------- | ----------------- | ---------------- | -------------- | ----------------- | ------------------- |
| 2004  | Pullach   | Allemagne   | 53                | Yuji Kikuta      | Hideki Tashiro | Yoshiyuki Uemura  | Gert Schnider       |
| 2003  | Öckerö    | Suède       | 48                | Yoshiyuki Uemura | Thora Angqvist | Boris Mirnik      | Sergey Belov        |
| 2002  | Bruxelles | Belgique    | 55                | Boris Mirnik     | Eric Cheymol   | Gert Schnider     | Karl Wartlick       |
| 2001  | Londres   | Royaume-Uni | 36                | Frédéric Pottier | Gert Schnider  | Richard Sams      | Carl Johann Nilsson |
| 2000  | Londres   | Royaume-Uni | 82                | Tony Hosking     | Hideki Tashiro | Aarend Van Oosten | Carl Johann Nilsson |

#### Championnat d'Europe au système suisse ouvert aux résidents étrangers
| Année | Ville     | Pays        | N° joueurs | 1er               | 2e                | 3e                | 4e                  |
| ----- | --------- | ----------- | ---------- | ----------------- | ----------------- | ----------------- | ------------------- |
| 1999  | Leiden    | Pays-Bas    | 47         | Aarend Van Oosten | Stephen Lamb      | Tony Hosking      | Marc Theeuwen       |
| 1998  | Leiden    | Pays-Bas    | 48         | Boris Mirnik      | Reijer Grimbergen | Matt Casters      | Aarend Van Oosten   |
| 1997  | Bruxelles | Belgique    | 63         | Toyozaku Miyamoto | Susumu Hara       | Eric Cheymol      | Stephen Lamb        |
| 1996  | Bruxelles | Belgique    | 62         | Aarend Van Oosten | Toyozaku Miyamoto | Tsutomu Fukumura  | Hans Segers         |
| 1995  | Bruxelles | Belgique    | 52         | Reijer Grimbergen | Les Blackstock    | Aarend Van Oosten | Eric Cheymol        |
| 1994  | Bruxelles | Belgique    | 41         | Shuji Takahara    | Hans Segers       | Eric Cheymol      | Michiel Boekschoten |
| 1993  | La Haye   | Pays-Bas    | 32         | Aarend Van Oosten | Tony Hosking      | Reijer Grimbergen | Marc Theeuwen       |
| 1992  | Londres   | Royaume-Uni | 32         | Reijer Grimbergen | Eric Cheymol      | Michael Trent     | Kevin Wicker        |
| 1991  | Ramsgate  | Royaume-Uni | 34         | Stephen Lamb      | Aarend Van Oosten | Mike Sandeman     | Reijer Grimbergen   |
| 1990  | Frankfurt | Allemagne   | 60         | David Murphy      | Pieter Stouten    | Katsura Yamamoto  | Eric Cheymol        |
| 1989  | Hythe     | Royaume-Uni | 41         | Aarend Van Oosten | Stephen Lamb      | Y. Mitsui         |                     |
| 1988  | Gand      | Belgique    | 40         | Stephen Lamb      | Mike Sandeman     |                   |                     |
| 1987  | Utrecht   | Pays-Bas    | 30         | Mike Sandeman     | Reijer Grimbergen | Jan Osterwijk     |                     |
| 1986  | Merelbeke | Belgique    | 40         | Reijer Grimbergen | René Aaij         | Mike Sandeman     |                     |
| 1985  | La Haye   | Pays-Bas    | 24         | Hans Secelle      | Mike Sandeman     | Katsura Yamamoto  |                     |

### Ludwigshafen 2022
| Quart de finale        | Demi-finale            | Finale                 | Vainqueur              |
| ---------------------- | ---------------------- | ---------------------- | ---------------------- |
| Anton Starikevich      | Anton Starikevich      | Jean Fortin            | Uladzislau Zakrzheuski |
| Thomas Pfaffel         | Anton Starikevich      | Jean Fortin            | Uladzislau Zakrzheuski |
| Jean Fortin            | Jean Fortin            | Jean Fortin            | Uladzislau Zakrzheuski |
| Peter Shcheslionok     | Jean Fortin            | Jean Fortin            | Uladzislau Zakrzheuski |
| Thomas Leiter          | Thomas Leiter          | Uladzislau Zakrzheuski | Uladzislau Zakrzheuski |
| Hendrik Jock           | Thomas Leiter          | Uladzislau Zakrzheuski | Uladzislau Zakrzheuski |
| Frank Rövekamp         | Uladzislau Zakrzheuski | Uladzislau Zakrzheuski | Uladzislau Zakrzheuski |
| Uladzislau Zakrzheuski | Uladzislau Zakrzheuski | Uladzislau Zakrzheuski | Uladzislau Zakrzheuski |

### Minsk 2021
| Quart de finale   | Demi-finale       | Finale            | Vainqueur         |
| ----------------- | ----------------- | ----------------- | ----------------- |
| Vincent Tanyan    | Vincent Tanyan    | Vincent Tanyan    | Sergey Korchitsky |
| Anton Mahin       | Vincent Tanyan    | Vincent Tanyan    | Sergey Korchitsky |
| Denis Titov       | Denis Titov       | Vincent Tanyan    | Sergey Korchitsky |
| Maxim Shaporov    | Denis Titov       | Vincent Tanyan    | Sergey Korchitsky |
| Anton Starikevich | Anton Starikevich | Sergey Korchitsky | Sergey Korchitsky |
| Eugeny Iglitsky   | Anton Starikevich | Sergey Korchitsky | Sergey Korchitsky |
| Thomas Pfaffel    | Sergey Korchitsky | Sergey Korchitsky | Sergey Korchitsky |
| Sergey Korchitsky | Sergey Korchitsky | Sergey Korchitsky | Sergey Korchitsky |

### Bratislava 2019
| Quart de finale        | Demi-finale       | Finale         | Vainqueur      |
| ---------------------- | ----------------- | -------------- | -------------- |
| Vincent Tanyan         | Vincent Tanyan    | Vincent Tanyan | Vincent Tanyan |
| Terje Christoffersen   | Vincent Tanyan    | Vincent Tanyan | Vincent Tanyan |
| Uladzislau Zakrzheuski | Anton Starikevich | Vincent Tanyan | Vincent Tanyan |
| Anton Starikevich      | Anton Starikevich | Vincent Tanyan | Vincent Tanyan |
| Richard Rödel          | Thomas Leiter     | Thomas Leiter  | Vincent Tanyan |
| Thomas Leiter          | Thomas Leiter     | Thomas Leiter  | Vincent Tanyan |
| Krzysztof Sieja        | Maxim Shaporov    | Thomas Leiter  | Vincent Tanyan |
| Maxim Shaporov         | Maxim Shaporov    | Thomas Leiter  | Vincent Tanyan |

### Berlin 2018
| Quart de finale       | Demi-finale        | Finale        | Vainqueur     |
| --------------------- | ------------------ | ------------- | ------------- |
| Thomas Leiter         | Thomas Leiter      | Thomas Leiter | Thomas Leiter |
| Boris Mirnik          | Thomas Leiter      | Thomas Leiter | Thomas Leiter |
| Maxim Shaporov        | Peter Shcheslionok | Thomas Leiter | Thomas Leiter |
| Peter Shcheslionok    | Peter Shcheslionok | Thomas Leiter | Thomas Leiter |
| Vincent Tanyan        | Vincent Tanyan     | Jean Fortin   | Thomas Leiter |
| Sergey Krivoshey      | Vincent Tanyan     | Jean Fortin   | Thomas Leiter |
| Vladislav Zakrzhevsky | Jean Fortin        | Jean Fortin   | Thomas Leiter |
| Jean Fortin           | Jean Fortin        | Jean Fortin   | Thomas Leiter |

### Kiev 2017
| Quart de finale    | Demi-finale       | Finale            | Vainqueur      |
| ------------------ | ----------------- | ----------------- | -------------- |
| Vincent Tanyan     | Vincent Tanyan    | Vincent Tanyan    | Vincent Tanyan |
| Rainer Staberhofer | Vincent Tanyan    | Vincent Tanyan    | Vincent Tanyan |
| Maxim Shaporov     | Thomas Leiter     | Vincent Tanyan    | Vincent Tanyan |
| Thomas Leiter      | Thomas Leiter     | Vincent Tanyan    | Vincent Tanyan |
| Marco Dietmayer    | Marco Dietmayer   | Sergey Korchitsky | Vincent Tanyan |
| Sergey Krivoshey   | Marco Dietmayer   | Sergey Korchitsky | Vincent Tanyan |
| Boris Baydenko     | Sergey Korchitsky | Sergey Korchitsky | Vincent Tanyan |
| Sergey Korchitsky  | Sergey Korchitsky | Sergey Korchitsky | Vincent Tanyan |

### Amsterdam 2016
| Quart de finale       | Demi-finale           | Finale         | Vainqueur   |
| --------------------- | --------------------- | -------------- | ----------- |
| Vincent Tanyan        | Vincent Tanyan        | Vincent Tanyan | Jean Fortin |
| Richard Bjerke        | Vincent Tanyan        | Vincent Tanyan | Jean Fortin |
| Sergey Krivoshey      | Sergey Krivoshey      | Vincent Tanyan | Jean Fortin |
| Marco Dietmayer       | Sergey Krivoshey      | Vincent Tanyan | Jean Fortin |
| Vladislav Zakrzhevsky | Vladislav Zakrzhevsky | Jean Fortin    | Jean Fortin |
| Sergey Belov          | Vladislav Zakrzhevsky | Jean Fortin    | Jean Fortin |
| Marc Theeuwen         | Jean Fortin           | Jean Fortin    | Jean Fortin |
| Jean Fortin           | Jean Fortin           | Jean Fortin    | Jean Fortin |

### Prague 2015
| Quart de finale     | Demi-finale      | Finale           | Vainqueur   |
| ------------------- | ---------------- | ---------------- | ----------- |
| Sergey Krivoshey    | Sergey Krivoshey | Sergey Krivoshey | Jean Fortin |
| Franck Rövekamp     | Sergey Krivoshey | Sergey Krivoshey | Jean Fortin |
| Thomas Leiter       | Karl Wartlick    | Sergey Krivoshey | Jean Fortin |
| Karl Wartlick       | Karl Wartlick    | Sergey Krivoshey | Jean Fortin |
| Laszlo Abuczky      | Laszlo Abuczky   | Jean Fortin      | Jean Fortin |
| Vladimir Frolochkin | Laszlo Abuczky   | Jean Fortin      | Jean Fortin |
| Vincent Tanyan      | Jean Fortin      | Jean Fortin      | Jean Fortin |
| Jean Fortin         | Jean Fortin      | Jean Fortin      | Jean Fortin |

### Budapest 2014
| Quart de finale     | Demi-finale         | Finale              | Vainqueur           |
| ------------------- | ------------------- | ------------------- | ------------------- |
| Karolina Styczynska | Karolina Styczynska | Karolina Styczynska | Karolina Styczynska |
| Sergey Krivoshey    | Karolina Styczynska | Karolina Styczynska | Karolina Styczynska |
| Peter Shcheslionok  | Simon Meuller       | Karolina Styczynska | Karolina Styczynska |
| Simon Meuller       | Simon Meuller       | Karolina Styczynska | Karolina Styczynska |
| Jean Fortin         | Jean Fortin         | Marco Dietmayer     | Karolina Styczynska |
| Thomas Pfaffel      | Jean Fortin         | Marco Dietmayer     | Karolina Styczynska |
| Les Blackstock      | Marco Dietmayer     | Marco Dietmayer     | Karolina Styczynska |
| Marco Dietmayer     | Marco Dietmayer     | Marco Dietmayer     | Karolina Styczynska |

### Minsk 2013
| Quart de finale     | Demi-finale       | Finale            | Vainqueur         |
| ------------------- | ----------------- | ----------------- | ----------------- |
| Sergey Korchitsky   | Sergey Korchitsky | Sergey Korchitsky | Sergey Korchitsky |
| Anh Tuan Nguyen     | Sergey Korchitsky | Sergey Korchitsky | Sergey Korchitsky |
| Franck Rövekamp     | Jean Fortin       | Sergey Korchitsky | Sergey Korchitsky |
| Jean Fortin         | Jean Fortin       | Sergey Korchitsky | Sergey Korchitsky |
| Artem Kolomiyets    | Artem Kolomiyets  | Victor Zapara     | Sergey Korchitsky |
| Alexander Levit     | Artem Kolomiyets  | Victor Zapara     | Sergey Korchitsky |
| Karolina Styczynska | Victor Zapara     | Victor Zapara     | Sergey Korchitsky |
| Victor Zapara       | Victor Zapara     | Victor Zapara     | Sergey Korchitsky |

### Cracovie 2012
| Quart de finale     | Demi-finale         | Finale            | Vainqueur     |
| ------------------- | ------------------- | ----------------- | ------------- |
| Thomas Leiter       | Thomas Leiter       | Thomas Leiter     | Thomas Leiter |
| Karolina Styczynska | Thomas Leiter       | Thomas Leiter     | Thomas Leiter |
| Igor Sinelnikov     | Michiel Boekschoten | Thomas Leiter     | Thomas Leiter |
| Michiel Boekschoten | Michiel Boekschoten | Thomas Leiter     | Thomas Leiter |
| Laszlo Abuczky      | Laszlo Abuczky      | Sergey Korchitsky | Thomas Leiter |
| Jean Fortin         | Laszlo Abuczky      | Sergey Korchitsky | Thomas Leiter |
| Peter Shcheslionok  | Sergey Korchitsky   | Sergey Korchitsky | Thomas Leiter |
| Sergey Korchitsky   | Sergey Korchitsky   | Sergey Korchitsky | Thomas Leiter |

### Ludwigshaffen 2011
| Quart de finale      | Demi-finale   | Finale       | Vainqueur   |
| -------------------- | ------------- | ------------ | ----------- |
| Jean Fortin          | Jean Fortin   | Jean Fortin  | Jean Fortin |
| Karl Wartlick        | Jean Fortin   | Jean Fortin  | Jean Fortin |
| Thomas Pfaffel       | Thomas Leiter | Jean Fortin  | Jean Fortin |
| Thomas Leiter        | Thomas Leiter | Jean Fortin  | Jean Fortin |
| Marc Theeuwen        | Marc Theeuwen | Boris Mirnik | Jean Fortin |
| Terje Christoffersen | Marc Theeuwen | Boris Mirnik | Jean Fortin |
| Christian Seel       | Boris Mirnik  | Boris Mirnik | Jean Fortin |
| Boris Mirnik         | Boris Mirnik  | Boris Mirnik | Jean Fortin |

### Debrecen 2010
| Quart de finale     | Demi-finale       | Finale         | Vainqueur   |
| ------------------- | ----------------- | -------------- | ----------- |
| Jean Fortin         | Jean Fortin       | Jean Fortin    | Jean Fortin |
| Thomas Pfaffel      | Jean Fortin       | Jean Fortin    | Jean Fortin |
| Richard Bjerke      | Thomas Leiter     | Jean Fortin    | Jean Fortin |
| Thomas Leiter       | Thomas Leiter     | Jean Fortin    | Jean Fortin |
| Aarend Van Oosten   | Aarend Van Oosten | Gergely Buglyo | Jean Fortin |
| Michiel Boekschoten | Aarend Van Oosten | Gergely Buglyo | Jean Fortin |
| Frédéric Pottier    | Gergely Buglyo    | Gergely Buglyo | Jean Fortin |
| Gergely Buglyo      | Gergely Buglyo    | Gergely Buglyo | Jean Fortin |

### Stockholm 2009
| Quart de finale     | Demi-finale       | Finale        | Vainqueur   |
| ------------------- | ----------------- | ------------- | ----------- |
| Jean Fortin         | Jean Fortin       | Jean Fortin   | Jean Fortin |
| Alan Baker          | Jean Fortin       | Jean Fortin   | Jean Fortin |
| Carl Johann Nilsson | Christer Hartmann | Jean Fortin   | Jean Fortin |
| Christer Hartmann   | Christer Hartmann | Jean Fortin   | Jean Fortin |
| Bart de Schepper    | Bart de Schepper  | Karl Wartlick | Jean Fortin |
| Daniel Wredenberg   | Bart de Schepper  | Karl Wartlick | Jean Fortin |
| Peter Kaneko        | Karl Wartlick     | Karl Wartlick | Jean Fortin |
| Karl Wartlick       | Karl Wartlick     | Karl Wartlick | Jean Fortin |

### Pardubice 2008
| Quart de finale     | Demi-finale      | Finale           | Vainqueur        |
| ------------------- | ---------------- | ---------------- | ---------------- |
| Artem Kolomiyets    | Artem Kolomiyets | Artem Kolomiyets | Artem Kolomiyets |
| Carl Johann Nilsson | Artem Kolomiyets | Artem Kolomiyets | Artem Kolomiyets |
| Franck Rövekamp     | Marc Theeuwen    | Artem Kolomiyets | Artem Kolomiyets |
| Marc Theeuwen       | Marc Theeuwen    | Artem Kolomiyets | Artem Kolomiyets |
| Frédéric Pottier    | Frédéric Pottier | Karl Wartlick    | Artem Kolomiyets |
| Boris Mirnik        | Frédéric Pottier | Karl Wartlick    | Artem Kolomiyets |
| Jochen Dresschler   | Karl Wartlick    | Karl Wartlick    | Artem Kolomiyets |
| Karl Wartlick       | Karl Wartlick    | Karl Wartlick    | Artem Kolomiyets |

### Pardubice 2007
| Quart de finale   | Demi-finale     | Finale        | Vainqueur     |
| ----------------- | --------------- | ------------- | ------------- |
| Victor Zapara     | Victor Zapara   | Victor Zapara | Victor Zapara |
| Frédéric Pottier  | Victor Zapara   | Victor Zapara | Victor Zapara |
| Les Blackstock    | Marc Theeuwen   | Victor Zapara | Victor Zapara |
| Marc Theeuwen     | Marc Theeuwen   | Victor Zapara | Victor Zapara |
| Franck Rövekamp   | Franck Rövekamp | Boris Mirnik  | Victor Zapara |
| Tobias Marczewski | Franck Rövekamp | Boris Mirnik  | Victor Zapara |
| Richard Bjerke    | Boris Mirnik    | Boris Mirnik  | Victor Zapara |
| Boris Mirnik      | Boris Mirnik    | Boris Mirnik  | Victor Zapara |

### Colmar 2006
| Quart de finale   | Demi-finale       | Finale            | Vainqueur         |
| ----------------- | ----------------- | ----------------- | ----------------- |
| Aarend Van Oosten | Aarend Van Oosten | Aarend Van Oosten | Aarend Van Oosten |
| Andreas Pietz     | Aarend Van Oosten | Aarend Van Oosten | Aarend Van Oosten |
| Boris Mirnik      | Jochen Dresschler | Aarend Van Oosten | Aarend Van Oosten |
| Jochen Dresschler | Jochen Dresschler | Aarend Van Oosten | Aarend Van Oosten |
| Albrecht Heefer   | Albrecht Heefer   | Franck Rövekamp   | Aarend Van Oosten |
| Eric Cheymol      | Albrecht Heefer   | Franck Rövekamp   | Aarend Van Oosten |
| Frédéric Pottier  | Franck Rövekamp   | Franck Rövekamp   | Aarend Van Oosten |
| Franck Rövekamp   | Franck Rövekamp   | Franck Rövekamp   | Aarend Van Oosten |

### Pardubice 2005
| Quart de finale   | Demi-finale       | Finale            | Vainqueur        |
| ----------------- | ----------------- | ----------------- | ---------------- |
| Artem Kolomiyets  | Artem Kolomiyets  | Artem Kolomiyets  | Artem Kolomiyets |
| Marc Theeuwen     | Artem Kolomiyets  | Artem Kolomiyets  | Artem Kolomiyets |
| Andreas Pietz     | Boris Mirnik      | Artem Kolomiyets  | Artem Kolomiyets |
| Boris Mirnik      | Boris Mirnik      | Artem Kolomiyets  | Artem Kolomiyets |
| Eric Cheymol      | Eric Cheymol      | Aarend Van Oosten | Artem Kolomiyets |
| Frédéric Pottier  | Eric Cheymol      | Aarend Van Oosten | Artem Kolomiyets |
| Anthony Stebbings | Aarend Van Oosten | Aarend Van Oosten | Artem Kolomiyets |
| Aarend Van Oosten | Aarend Van Oosten | Aarend Van Oosten | Artem Kolomiyets |